# Novi Ligure
Novi Ligure es una localidad y comune italiana de la provincia de Alessandria, región de Piamonte, con 28.581 habitantes.

## Evolución demográfica
| Gráfica de evolución demográfica de Novi Ligure entre 1861 y 2001 |
|                                                                   |
| Fuente ISTAT - elaboración gráfica de Wikipedia                   |